# Abréviation (notation musicale)
Pour les abréviations du langage, voir Abréviation
Une abréviation est un signe de notation musicale permettant de gagner de l'espace et du temps.
Toutes les abréviations ne se rattachent pas à l'interprétation musicale. En effet, certaines d'entre elles appartiennent au domaine du rythme, d'autres, à celui de l'intonation. Le passage qui leur est consacré est bref, et ne présente aucune difficulté : en conséquence, pour des raisons purement pratiques, l'étude de l'ensemble des abréviations a été réunie dans le présent article.
Il existe un certain nombre d'abréviations solfégiques : les liens des croches, doubles croches, etc. ; la suppression des silences initiaux d'un morceau débutant en anacrouse ; les signes d'octaviation ; etc. La plupart des abréviations sont destinées à faciliter la lecture d'une partition en allégeant celle-ci et en évitant autant que possible les répétitions non indispensables. Les abréviations sont très utilisées dans la musique instrumentale d'ensemble. Voici les plus courantes, non spécifiques à un instrument.

## Répétition de mesures de silence
En musique orchestrale, les instruments ne jouant pas toujours tous en même temps, leurs parties séparées ont souvent de longs passages de silence excédant la durée d'une mesure.
- Nous savons déjà qu'une pause centrée dans une mesure, et occupant la totalité de celle-ci, signifie que cette mesure est vierge — c'est-à-dire une mesure de silence — quel que soit le total de ses valeurs.
- Pour indiquer plusieurs mesures vierges consécutives on peut utiliser, soit le bâton de mesure, soit parfois, le bâton de pause, surmonté l'un comme l'autre, d'un nombre exprimant la quantité de mesures vierges à compter.
- Exemple, pour 12 mesures vierges :

## Répétition de notes
Très utilisés en musique instrumentale, la batterie et le trémolo évitent la notation de notes identiques consécutives.

### Batterie
La batterie est la répétition à la même hauteur, d'une note, d'un intervalle harmonique ou d'un accord, sur une valeur brève — inférieure ou égale à la croche. L'abréviation de la batterie réunit le total de ces valeurs en une seule figure de note — plus longue, par conséquent — sur laquelle — ou sous laquelle — apparaissent autant de traits — les liens — qu'il y a de crochets sur les notes à exécuter.
- Par exemple, une ronde accompagnée de deux traits signifiera des doubles croches — à cause des deux traits — pendant la durée d'une ronde — la valeur totale — soit 16 doubles croches à exécuter. Ainsi :

### Trémolo
Le trémolo est la répétition du battement entre deux notes, deux intervalles harmoniques, ou encore, deux accords. Il est indiqué de manière analogue à la batterie.
- Exemple :

## Répétition de fragments divers

### Répétition de fragments inférieurs à la durée d'une mesure
Lorsqu'un fragment, dessin ou motif doit être répété, on peut remplacer chacune de ses répétitions par un double trait oblique.
- Exemple (basse d'Alberti) :

### Répétition de mesures entières
Lorsque le contenu d'une mesure doit être répété, on peut remplacer ce contenu par deux points placés de part et d'autre d'un trait oblique. Ce signe de répétition est parfois remplacé par le double trait oblique surmonté d'un nombre exprimant la quantité de mesures concernées par cette répétition.
- Exemple :

## Répétition de phrases entières
Les signes de reprise permettent la répétition de fragments plus ou moins longs — supérieurs à une mesure, et jusqu'à plusieurs phrases entières. On distingue le da capo, le renvoi et la barre de reprise.

### Da capo
La locution italienne da capo, c'est-à-dire « depuis le début », abrégée en D.C., indique que le morceau doit être repris depuis le commencement.
- Exemple :

Le da capo est souvent accompagné du terme italien Fine, c'est-à-dire la fin du morceau, qui indique la véritable terminaison du morceau, lorsqu'on joue celui-ci pour la deuxième fois. C'est souvent un point d'orgue — appelé plus précisément dans ce cas, « point d'arrêt » — qui indique l'ultime note d'un morceau. Certains éditeurs utilisent l'expression complète da capo al fine, abrégée en D.C. al fine, « du début jusqu'à la fin ».
- Exemple :

### Renvoi (Dal Segno)

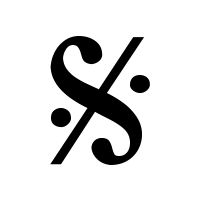
Segno.

En italien, la locution dal segno, c'est-à-dire « à partir du signe », abrégé D.S., indique que le morceau doit être repris à partir du signe de renvoi. Le signe du renvoi est symbolisé par un « S » barré entre deux points. Il doit apparaître deux fois dans le courant du morceau : tout ce qui est compris entre les deux signes de renvoi doit être répété.
- Exemple :

À l'instar du da capo, le renvoi est souvent accompagné du terme italien Fine ou bien, d'un point d'arrêt.
- Exemple :

### Barres de reprise
Deux barres de reprise — chaque barre de reprise est en fait une double barre de mesure précédée ou suivie de deux points — encadrent un fragment qui doit être exécuté deux fois — les deux points de chaque barre sont situés à l'intérieur du fragment concerné.
- Exemple :

- Si la première des deux barres de reprise correspond au début du morceau, on ne la note pas. Exemple :

Lorsqu'un morceau contient à la fois des barres de reprise et un da capo — ou un renvoi —, il faut d'abord exécuter les barres de reprise, ensuite seulement le da capo — ou le renvoi. Par ailleurs, il est d'usage d'ignorer les barres de reprise après l'exécution d'un da capo ou d'un renvoi.
- Exemple :

### Aménagements dans les répétitions de phrases
En cas de reprise, da capo ou renvoi, lorsque la fin des deux phrases identiques diffère, on utilise les expressions Prima volta et Seconda volta — c'est-à-dire première fois et deuxième fois —, généralement abrégées en 1a et 2a, afin de soigneusement mettre en évidence les deux fragments distincts.
- Exemple :

### Indication de la coda
La coda — en italien, la queue, la fin — est l'ultime fragment d'un morceau. Le signe indiquant le début de la coda est la combinaison d'un cercle et du signe +, souvent suivie du mot coda. Lorsque le compositeur prend ainsi la peine de matérialiser le dernier fragment d'un morceau, c'est généralement afin d'éviter au lecteur de se perdre dans de trop nombreuses reprises ou de trop nombreux renvois.
- Exemple :

## Autres abréviations
Les abréviations suivantes peuvent également être considérées comme des ornements.

### Arpège
Un arpège est un accord dont les notes doivent être attaquées l'une après l'autre. Un accord arpégé peut être indiqué par une ligne ondulée verticale. Sauf indication contraire, les notes de l'arpège doivent être attaquées du bas vers le haut. 
- Exemple :

### Port de voix
Un port de voix est une manière d'exécuter un intervalle mélodique disjoint — supérieur ou égal à une tierce —, en faisant entendre toutes les hauteurs intermédiaires entre les deux notes extrêmes de l'intervalle en question : le passage entre ces deux sons successifs se fait de manière panchromatique, c'est-à-dire que la fréquence augmente ou diminue progressivement sans marquer distinctement les divers degrés du fragment de gamme concerné.
Comme son nom l'indique, le port de voix ne concerne que la voix humaine, ou à la rigueur, les instruments naturels tels que : cordes frottées, trombone à coulisse, etc. Il est souvent noté comme une appoggiature non conjointe, ou encore, à l'aide d'un trait oblique reliant les deux notes concernées. Le changement progressif de fréquence se fait ordinairement avant l'attaque du deuxième son.
- Exemple :

### Glissando
Le glissando est en quelque sorte le port de voix des instruments à sons fixes tels que : claviers, harpe, xylophone, vibraphone, etc. Il est représenté par un trait oblique reliant les notes extrêmes du mouvement mélodique à exécuter. Selon l'instrument concerné, ce mouvement mélodique peut être diatonique ou chromatique. Ici encore, le changement progressif de fréquence se fait ordinairement avant l'attaque du deuxième son.
- Exemple :